# Logo Google
Il logo Google è stato modificato più volte nel corso della sua esistenza. Il primo logo è stato disegnato da Sergey Brin e in seguito modificato dalla designer Ruth Kedar, per la cui realizzazione si è servita del carattere tipografico con grazie Catull. Il logo è usato dal motore di ricerca Google e, in occasione di eventi e ricorrenze particolari, viene sostituito con un doodle attinente, talvolta animato.

## Cronologia

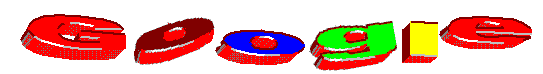
Logo usato dal 15 settembre 1997 al 27 settembre 1998
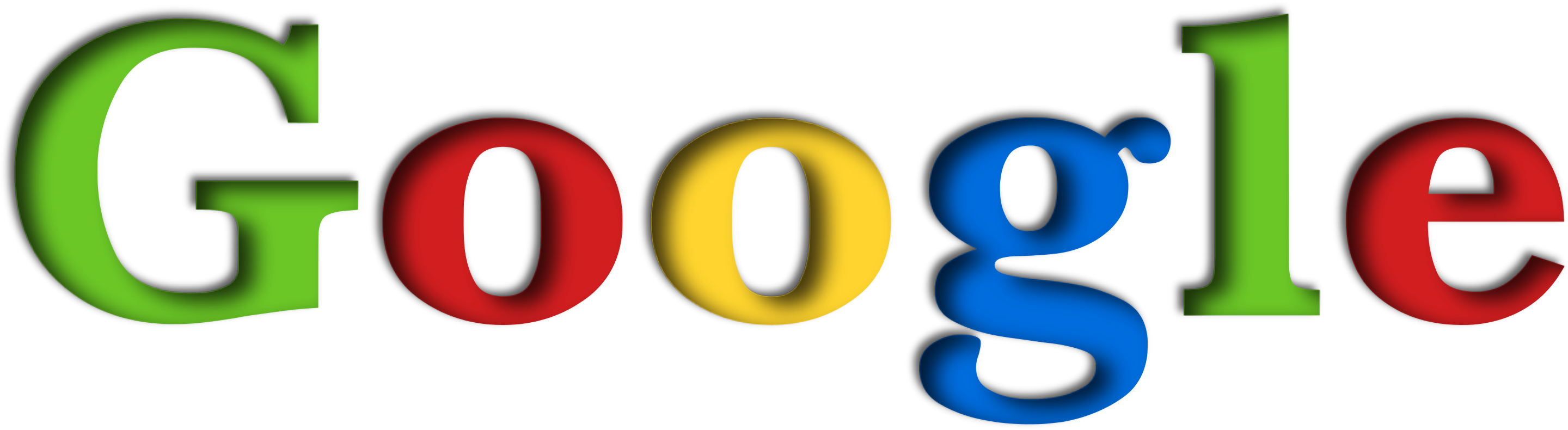
Logo usato dal 28 settembre al 29 ottobre 1998
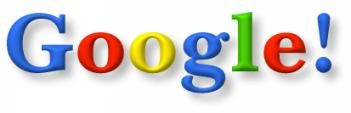
Logo usato dal 30 ottobre 1998 al 30 maggio 1999
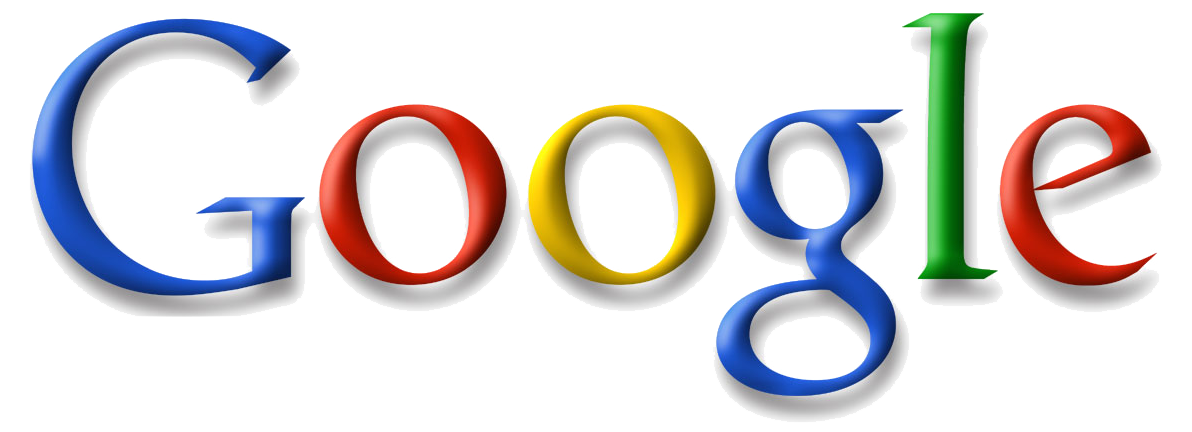
Logo usato dal 31 maggio 1999 al 5 maggio 2010
Logo usato dal 6 maggio 2010 al 18 settembre 2013
Logo usato dal 19 settembre 2013 al 31 agosto 2015
Logo in uso dal 1º settembre 2015

## Storia
Dal 1997 ad oggi il design è cambiato molto, vediamo l’evoluzione di tutti i loghi di Google e cerchiamo di spiegare perché sono state fatte queste scelte.
1996
Backrub logo
Prima della creazione di Google, uno dei suoi creatori aveva immaginato Backrub. Si trattava infatti di un web crawler che si sarebbe trasformato nel Google che conosciamo oggi. Il logo è molto semplice: il nome Backrub in rosso e un’immagine della mano sinistra di Larry Page.
Nei primi anni di vita di Google, Sergey Brin, fondatore di Google assieme a Larry Page ha creato una versione del logo aiutandosi con il software libero di fotoritocco GIMP.

## Versioni del logo principale

### Versione classica
Il logo classico utilizza i colori blu, rosso, giallo e verde: le due G sono blu, la prima O è rossa, la seconda gialla, la L è verde e la E è rossa. Questa sequenza è stata introdotta nel settembre 1998 con la versione più nota del logo, realizzata da Ruth Kedar e basata sul font Catull, rimasta pressoché invariata nella forma fino al 2015.
La versione attuale è stata introdotta dal 1º settembre 2015 e, pur mantenendo la medesima sequenza di colori, utilizza il carattere Product Sans, creato appositamente; il nuovo logo, inoltre, è interattivo in base al servizio Google che si sta utilizzando. Si tratta di un nuovo concetto: il meta-logo, mirato a identificare l'azienda esclusivamente attraverso i colori anche se varia la forma estetica del logo.

### Versione incolore
Nelle giornate che ricordano avvenimenti dolorosi Google sostituisce il logo classico con uno 
senza colori. La prima apparizione di tale logo è stata nella homepage di Google in Polonia per ricordare il disastro aereo che ha ucciso il presidente Lech Kaczyński e altri politici del paese nell'aprile 2010. Pochi giorni dopo, il logo è stato utilizzato in Cina e Hong Kong per rendere omaggio alle vittime del terremoto Qinghai.

## I doodle
I doodle sono versioni modificate del logo che vengono visualizzate sulla home page di Google in occasione di particolari eventi e festività o ricorrenze; per esempio l'inizio della primavera, Natale, Halloween, la Giornata della Terra, l'inizio di europei o mondiali (il 22 aprile 2015, il doodle è stato abbinato ad un quiz ad esso collegato), ecc., tra cui anche quelle relative all'azienda Google stessa come, ad esempio, l'anniversario della fondazione di Google, che ricorre il 27 settembre, o anniversari di importanti personaggi, come grandi scienziati o artisti, o di invenzioni e scoperte scientifiche.
Talvolta non si tratta di un semplice cambio stilistico, e al doodle è associato anche un mini-gioco, utilizzabile dagli utenti fino al ripristino della grafica normale.
I Doodle possono essere globali o risultare differenti (oppure apparire esclusivamente) nelle homepage delle diverse versioni locali (per lingua e dominio Internet) Google.
Il primo Google Doodle apparso sulla homepage del motore di ricerca è stato dedicato al festival del Burning Man il 30 agosto 1998. I successivi loghi di Google sono stati disegnati dal graphic designer Dennis Hwang che fu incaricato da Larry Page e Sergey Brin di disegnare, per il 14 luglio 2000, un logo raffigurante la presa della Bastiglia.
Sono numerosi i personaggi celebrati tramite un Doodle personalizzato: tra questi Andy Warhol, Albert Einstein, Leonardo da Vinci, Rabindranath Tagore, Louis Braille, Percival Lowell, Nikola Tesla, Béla Bartók, René Magritte, Michael Jackson, Freddie Mercury, Akira Kurosawa, H. G. Wells, Samuel Morse, Fernando Pessoa, Martha Graham, Mahatma Gandhi, Antonio Vivaldi, Jules Verne, François Truffaut, Claude Debussy, Italo Calvino, Ayrton Senna e molti altri.

### Doodle4Google
Google organizza per gli studenti concorsi in cui ogni studente deve creare il proprio logo basandosi su un tema scelto da Google. Il vincitore ha diritto a un viaggio al Googleplex e all'inserimento del proprio logo nella pagina principale di Google per un giorno intero.

## Loghi interattivi

### Logo Pac-Man
Il 21 maggio 2010 Google ha festeggiato il trentesimo compleanno di Pac-Man sostituendo il tradizionale logo con uno raffigurante lo schema di gioco, creato insieme alla Namco. Cliccando sul logo era infatti possibile giocare realmente a una versione di Pac-Man, con tanto di fantasmi, che raffigurava la scritta Google. È stato il primo logo interattivo creato dalla grande G. A causa dell'alta richiesta da parte degli utenti del logo giocabile, Google ha creato una pagina permanente nel proprio sito dove è possibile giocare con le stesse funzionalità della pagina originale.

### Logo "Particle"
Il 6 settembre 2010 Google ha creato un logo per celebrare il lancio di Google Instant.

### Logo sottomarino
L'8 febbraio 2011, per ricordare la nascita dello scrittore francese Jules Verne ed il suo celebre romanzo Ventimila leghe sotto i mari, Google crea un doodle interattivo che ricorda il sottomarino Nautilus completo di oblò, strumentazioni di bordo e comandi. Attraverso una leva posta sul lato destro viene offerta la possibilità di spostare lateralmente o far riemergere o inabissare il sottomarino mentre dagli oblò si scorge un paesaggio marino.

### Logo chitarra
Il 9 giugno 2011, per ricordare il 96º anniversario della nascita di Les Paul, inventore della chitarra Gibson, Google crea un doodle interattivo che permette di suonare una chitarra virtuale le cui corde seguono l'andamento del logo. Come per Pac-Man, il logo è ancora disponibile.

### Logo lunare
In occasione dell'eclissi lunare del 15 giugno 2011, presente in molte parti del mondo, Google pubblica un doodle che permette di riprodurre l'andamento di tale fenomeno.

### Logo Freddie Mercury
Il 5 settembre 2011, per il 65º anniversario della nascita del frontman dei Queen, Google crea un doodle interattivo che permette di ascoltare la canzone Don't stop me now accompagnata da un video.

### Logo Muppet
Il 24 settembre 2011, per ricordare la nascita dell'autore dei Muppet Jim Henson, le lettere di Google prendono una forma simile a quella dei famosi pupazzi, inoltre premendo il rispettivo pulsante esse muovono la testa al movimento del mouse e aprono le bocca se si preme il pulsante sinistro. Inoltre può capitare che la E "divori" la L, mentre se si muove velocemente il mouse tenendo attiva la O rossa, a essa possono volare via gli occhiali.

### Logo Art Clokey
Il 12 ottobre 2011 ricorre il 90º anniversario della nascita di uno dei pionieri dell'animazione stop-motion, la quale viene declinata anche nel doodle, dove cliccando cinque lettere del logo Google si hanno diverse reazioni: con la O rossa due persone con la faccia cubica di nome G e J si abbracciano, con la O gialla nasce una montagna e poi un camaleonte, la G azzurra invece vola via prima di diventare una ragazza bionda, la L verde prende la forma di un umano che saluta, la E rossa invece diventa un cavallo.

### Logo Halloween
Il 31 ottobre 2011, in onore della famosa festa di origine celtica, come doodle è presente un video in stop-motion dove alcune persone si travestono e altre intagliano sei zucche così da far risultare, alla fine del filmato, il logo di Google.

### Logo Stanisław Lem
Il 23 novembre 2011, per celebrare il 60º anniversario della prima pubblicazione dello scrittore fantascientifico polacco, Google realizza un doodle dove il protagonista deve compiere diverse interazioni.

### Logo natalizio
Il 25 dicembre 2015, a Natale, Google crea un doodle per l'occasione: nel doodle si vedono diversi animali stampati e ritaglianti su uno sfondo che comprende un paesino addobbato con lucine di vari colori

### Logo primaverile
Il 20 marzo 2012, giorno dell'equinozio di primavera, Google dedica un doodle alla stagione della fioritura degli alberi. Il logo rappresenta una meravigliosa varietà di colori e di simboli. Vi troviamo fiori variopinti, un albero germogliato e altri animali che terminano il periodo di letargo, effettuato in inverno.

### Zoopraxiscopio
Il 9 aprile 2012, in occasione del 182º anniversario della nascita di Eadweard Muybridge, Google gli dedica un doodle animato, che riproduce la celebre sequenza del cavallo al galoppo, come si potrebbe vedere usando lo zoopraxiscopio.

### Cerniera zip
Il 24 aprile 2012, a 132 anni dalla nascita di Gideon Sundbäck, che perfezionò l'invenzione della cerniera lampo, la pagina di Google è divisa in due proprio da una zip, che si può "aprire".

### Sintetizzatore
Il 23 maggio 2012, per il 78º anniversario della nascita di Robert Moog, il logo di Google prende la forma di una sua invenzione, il sintetizzatore.

### La macchina di Turing
Il 23 giugno 2012, Google celebra il centenario della nascita di Alan Turing proponendo una versione interattiva della sua macchina.

### Giochi della XXX Olimpiade
Per tutto il periodo dei Giochi, la grande G ha come doodle uno degli sport praticati alle Olimpiadi. Dal 7 agosto il doodle diventa interattivo e consente di giocare in alcune competizioni: 110 metri ostacoli, basket, canoa, calcio.

### Star Trek
In occasione dei 46 anni della serie, Google pubblica un doodle interattivo rispettoso della prima direttiva dove cliccando si sentono suoni e interazioni.

### Winsor McCay
Nel giorno del 107º anniversario di nascita del fumettista, Google pubblica un doodle che reinterpreta il suo fumetto più famoso, Little Nemo.

### Fratelli Grimm
In occasione del 200º anniversario del loro libro Fiabe del focolare, il doodle di Google propone, in forma di immagini, la loro versione di Cappuccetto Rosso.

### Frank Zamboni
Nel 112º anniversario della nascita dell'inventore della macchina per levigare la pista di ghiaccio (in Europa detta rolba), il doodle propone un gioco in cui bisogna pulire varie piste (parco, hockey, pattinaggio).

### San Valentino e ruota panoramica
Nel giorno della festa degli innamorati nacque nel 1859 George Ferris, che costrui la prima ruota panoramica moderna. Google ha ricordato questi due eventi con un doodle interattivo, dove premendo il cuore, da due ruote si incrociano due animali, mostrando in maniera semiseria la loro storia d'amore.

### Douglas Adams
Nel 61º anniversario della nascita di Douglas Adams, Google propone un Doodle interattivo nel quale è presente La guida galattica per autostoppisti che mostra i suoi principali contenuti.

### Giornata della Terra
Il 22 aprile 2013, il doodle interattivo propone l'alternanza del giorno e della notte.

### Saul Bass
L'8 maggio 2013, per il 93º anniversario della nascita di Saul Bass, il doodle propone un breve filmato commemorativo.

### Festa della mamma
In occasione di tale ricorrenza, nel 2015, Google per ricordare questa giornata propone un doodle animato nel quale si vede il video di diversi cuccioli di animali che corrono per abbracciare la loro mamma.

### Julius Richard Petri
Il 31 maggio 2013, per 161º anniversario della nascita di Julius Richard Petri, il doodle si mostra come le ggggggggg
Il 1 settembre 2013, 194º anniversario della nascita della , il doodle permette di interagire con il famoso Pendolo che dimostrò la rotazione della terra. Questo al momento del suo inserimento faceva partire una ricerca sbagliata, il cognome Foucault veniva scritto Focault, in seguito questo errore è stato corretto.

### Anniversario Google
Il 27 settembre 2015, per il 17º anniversario di Google, google crea un doodle nel quale si vede un computer con aperto l'opposito motore di ricerca con le lettere di google che festeggiano

### Paracadute
Il 22 ottobre 2013, 216º anniversario del primo lancio col paracadute da parte di André-Jacques Garnerin, è mostrata una mongolfiera che si alza in alto, poi l'utente deve muovere il pilota a destra e sinistra. In ogni caso il lancio finisce con un saluto.

### Test di Rorschach
L'8 novembre 2013, 129º anniversario della nascita dello psichiatra freudiano Hermann Rorschach, il doodle propone diverse versioni del test dello psichiatra, e per la prima volta è prevista la condivisione attraverso i social network Google+, Facebook, Twitter.

### Doctor Who
Il 23 novembre 2013, in onore del 50º anniversario della nascita del telefilm britannico Doctor Who, Google inserisce un gioco nel suo doodle; un Dalek (cattivo di Doctor Who) ruba le lettere che formano la parola "Google", e il nostro compito è recuperarle tutte attraverso dei livelli con difficoltà crescente, con personaggio le undici incarnazioni del Dottore (quindi undici vite).

### San Valentino
Per il 14 febbraio 2014, il doodle propone un giochino che permette di creare dei cioccolatini con ingredienti vari da riempire una scatola a forma di cuore da consegnare alla persona che si ama.

### Giornata internazionale della donna
Alla vigilia di tale ricorrenza, il doodle propone un video con alcune donne, famose e non, accompagnato da un singolo di Zap Mama.

### Cubo di Rubik
In occasione del 40º anniversario dalla creazione del noto gioco rompicapo, il 19 maggio 2014, Google ha creato un doodle dove gli utenti possono giocare una versione virtuale dello stesso.

### Mandela Day 2014
In tale giorno, in cui nacque il leader della lotta all'apartheid, il doodle di Google propone alcune sue affermazioni.

### John Venn
Il 4 agosto 2014, 180º anniversario della nascita del matematico e teorico dell'insiemistica, il doodle gioca sull'intersezione di insiemi, creando 25 effetti con l'associazione di 10 elementi di 2 insiemi.

### Eiji Tsuburaya
Il 7 luglio 2015, per il 114º anniversario di nascita del regista e produttore di effetti speciali, il doodle permette agli utenti di comporre un film in stile tokusatsu.

### Ludwig van Beethoven
In occasione del 245º anniversario della nascita di Beethoven, il 17 dicembre 2015 Google ha fatto un doodle interattivo in cui, impersonando Beethoven, bisognava aiutarlo ad arrivare al teatro riordinando i suoi più famosi componimenti.